# AMOS 3
O Amos 3 (também conhecido por Amos 60) é um satélite de comunicação geoestacionário israelense que foi construído pela  Israel Aerospace Industries (IaI), ele está localizado na posição orbital de 4 graus oeste e é operado pela Spacecom. O satélite foi baseado na plataforma AMOS Bus e sua expectativa de vida útil é de 18 anos.

## História
O AMOS 3 foi colocado na posição orbital de  4 graus oeste para substituir o AMOS 1 que foi vendido para a Intelsat e é conhecido agora como Intelsat 24.
Originalmente o satélite deveria ter sido posto em órbita em 2007, mas foi adiado para março de 2008, e sendo depois planejado para ser lançado até o dia 24 de abril de 2008. Mas o lançamento do dia 24 de abril foi abortado por razões técnicas. A causa foram problemas com o sistema de motor e transporte do foguete, que falhou em retirar-se e afastar do foguete para o lançamento.

## Lançamento
O satélite foi lançado com sucesso ao espaço no dia 28 de abril de 2008 às 05:00 UTC, abordo de um foguete Zenit-3SLB a partir do Cosmódromo de Baikonur, no Cazaquistão. Ele tinha uma massa de lançamento de 1.263 kg e sua vida útil estimada é de 18 anos.

## Capacidade e cobertura
O Amos 3 é equipado com 15 transponders em banda Ku e 2 de banda Ka para cobrir o Oriente Médio, Europa, África e partes das Américas.